# Ataeniopsis parkeri
Ataeniopsis parkeri är en skalbaggsart som beskrevs av Cartwright 1974. Ataeniopsis parkeri ingår i släktet Ataeniopsis och familjen Aphodiidae. Inga underarter finns listade.